# Урья (Пермский край)
Урья — деревня в Кочёвском районе Пермского края. Входит в состав Большекочинского сельского поселения. Располагается северо-восточнее районного центра, села Кочёво. Расстояние до районного центра составляет 17 км. У деревни реки Урья впадает в Онолву. По данным Всероссийской переписи населения 2010 года, в деревне проживал 31 человек (17 мужчин и 14 женщин).

## История
По данным на 1 июля 1963 года, в деревне проживало 227 человек. Населённый пункт входил в состав Большекочинского сельсовета.